# Vladimer Jinchegashvili
Vladimer Jinchegashvili –en georgiano: ვლადიმერ ხინჩეგაშვილი– (Gori, 18 de abril de 1991) es un deportista georgiano que compite en lucha libre.
Participó en dos Juegos Olímpicos de Verano, obteniendo una medalla de oro en Río de Janeiro 2016 y una de plata en Londres 2012. En los Juegos Europeos de Minsk 2019 obtuvo una medalla de plata en la categoría de 65 kg.
Ha ganado tres medallas en el Campeonato Mundial de Lucha entre los años 2014 y 2017, y seis medallas en el Campeonato Europeo de Lucha entre los años 2011 y 2018.

## Palmarés internacional
| Juegos Olímpicos   | Juegos Olímpicos           | Juegos Olímpicos  | Juegos Olímpicos |
| Año                | Lugar                      | Medalla           | Categoría        |
| ------------------ | -------------------------- | ----------------- | ---------------- |
| 2012               | Londres (Reino Unido)      | Medalla de plata  | 55 kg            |
| 2016               | Río de Janeiro (Brasil)    | Medalla de oro    | 57 kg            |
| Campeonato Mundial |                            |                   |                  |
| Año                | Lugar                      | Medalla           | Categoría        |
| 2014               | Taskent (Uzbekistán)       | Medalla de plata  | 57 kg            |
| 2015               | Las Vegas (Estados Unidos) | Medalla de oro    | 57 kg            |
| 2017               | París (Francia)            | Medalla de bronce | 61 kg            |
| Juegos Europeos    |                            |                   |                  |
| Año                | Lugar                      | Medalla           | Categoría        |
| 2019               | Minsk (Bielorrusia)        | Medalla de plata  | 65 kg            |
| Campeonato Europeo |                            |                   |                  |
| Año                | Lugar                      | Medalla           | Categoría        |
| 2011               | Dortmund (Alemania)        | Medalla de plata  | 55 kg            |
| 2013               | Tiflis (Georgia)           | Medalla de bronce | 60 kg            |
| 2014               | Vantaa (Finlandia)         | Medalla de oro    | 57 kg            |
| 2016               | Riga (Letonia)             | Medalla de oro    | 61 kg            |
| 2017               | Novi Sad (Serbia)          | Medalla de oro    | 61 kg            |
| 2018               | Kaspisk (Rusia)            | Medalla de bronce | 65 kg            |